# Van Vleck
Van Vleck è un census-designated place degli Stati Uniti d'America situato nella contea di Matagorda dello Stato del Texas.
La popolazione era di 1.844 persone al censimento del 2010.

## Geografia fisica
Van Vleck è situata a 29°01′19″N 95°53′26″W (29.022061, -95.890523).
Secondo lo United States Census Bureau, ha un'area totale di 3,2 miglia quadrate (8,3 km²).

## Società

### Evoluzione demografica
Secondo il censimento del 2000, c'erano 1.411 persone, 505 nuclei familiari e 397 famiglie residenti nella città. La densità di popolazione era di 444,4 persone per miglio quadrato (171,9/km²). C'erano 578 unità abitative a una densità media di 182,1 per miglio quadrato (70,4/km²). La composizione etnica della città era formata dal 70,09% di bianchi, il 17,51% di afroamericani, lo 0,35% di nativi americani, lo 0,07% di asiatici, l'8,72% di altre razze, e il 3,26% di due o più etnie. Ispanici o latinos di qualunque razza erano il 25,66% della popolazione.
C'erano 505 nuclei familiari di cui il 36,4% aveva figli di età inferiore ai 18 anni, il 61,4% aveva coppie sposate conviventi, il 13,7% aveva un capofamiglia femmina senza marito, e il 21,2% erano non-famiglie. Il 18,8% di tutti i nuclei familiari erano individuali e il 7,1% aveva componenti con un'età di 65 anni o più che vivevano da soli. Il numero di componenti medio di un nucleo familiare era di 2,79 e quello di una famiglia era di 3,18.
La popolazione era composta dal 29,2% di persone sotto i 18 anni, l'8,4% di persone dai 18 ai 24 anni, il 26,9% di persone dai 25 ai 44 anni, il 23,3% di persone dai 45 ai 64 anni, e il 12,1% di persone di 65 anni o più. L'età media era di 37 anni. Per ogni 100 femmine c'erano 97,6 maschi. Per ogni 100 femmine dai 18 anni in giù, c'erano 94,7 maschi.
Il reddito medio di un nucleo familiare era di 30.810 dollari e quello di una famiglia era di 40.170 dollari. I maschi avevano un reddito medio di 31.034 dollari contro i 14.438 dollari delle femmine. Il reddito pro capite era di 15.595 dollari. Circa il 3,6% delle famiglie e il 4,8% della popolazione erano sotto la soglia di povertà, incluso il 2,1% di persone sotto i 18 anni e il 19,3% di persone di 65 anni o più.
Il censimento del 2010 ha mostrato un aumento del 25% con 1.844 persone (contro 1.411 al censimento del 2000).